# Wielka Chieta
Wielka Chieta (ros. Большая Хета) – rzeka w Rosji w Kraju Krasnojarskim, lewy dopływ Jeniseju.
Długość rzeki wynosi 646 km. Powierzchnia dorzecza obejmuje 20 700 km². Średni przepływ wody wynosi około 211 m³/s.
Płynie przez Nizinę Zachodniosyberyjską równolegle do innego dopływu Jeniseju, Małej Chiety, od której jest dłuższa.
Wpada do rzeki Jenisej około 190 km od jej ujścia, na północ od miasta Dudinka.
Brzegi rzeki są w większości strome. Zamarza w połowie września i pozostaje pokryta lodem do końca maja lub do początku czerwca. W jej dorzeczu występuje około 6 tysięcy jezior.
Wielka Cheta jest żeglowna od jej środkowej części. Przy ujściu osiąga szerokość około 500 metrów i ma cztery metry głębokości, a prędkość przepływu wynosi 0,2 m/s.